# (496) Грифия
(496) Грифия (нем. Gryphia) — астероид главного пояса, который принадлежит к светлому спектральному классу S и входит в состав семейства Флоры. Он был открыт 25 октября 1902 года немецким астрономом Максом Вольфом в обсерватории Хайдельберг в Германии и назван в честь немецкого поэта Андреаса Грифиуса.

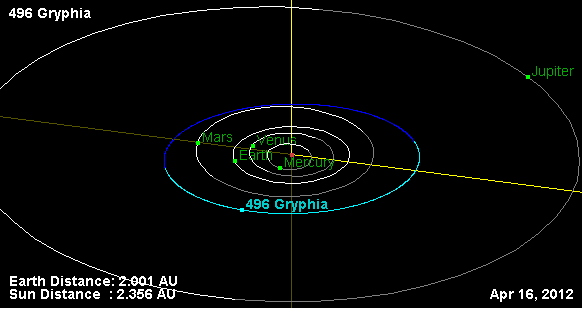
Орбита астероида Грифия и его положение в Солнечной системе